# Olymp
Der Olymp (neugriechisch Ὄλυμπος [ˈɔlimbɔs]) ist das höchste Gebirge Griechenlands. Das fast ganz aus mesozoischen Kalksteinen bestehende Massiv liegt an der Ostküste Griechenlands, im Grenzgebiet der Regionen von Thessalien und Zentralmakedonien, unweit des Ortes Litochoro, ca. 20 km südlich der Stadt Katerini. In der griechischen Mythologie ist der Olymp der Sitz der olympischen Götter.
Der höchste Gipfel ist der Mytikas (auch: Mitikas) (2917,7 m), gefolgt von den Gipfeln Skolio (2905,5 m), Stefani (2909,9 m, gelegentlich als „Zeusthron“ bezeichnet) und Skala (2866 m). Zwischen Skala und Mytikas befindet sich Kakoskala, ein Grat, über den der Mytikas durch leichte Kletterei erreicht werden kann. Auf dem Nebengipfel Profitis Ilias befindet sich die höchstgelegene Kapelle der Balkanhalbinsel.
Der Gebirgsstock weist eine ganz eigene Flora und Fauna auf. Deshalb wurde er schon 1938 unter Naturschutz gestellt und 1981 von der UNESCO zum Biosphärenreservat erklärt. Seit 2014 steht er auch auf der Tentativliste zur Aufnahme als gemischte Kultur- und Naturerbestätte in das UNESCO-Welterbe.

## Name
Zur Bedeutung des Namens „Olymp“ gibt es verschiedene Auffassungen. Olymp wird unter anderem mit „Himmel“, „der Leuchtende“, „der Hohe“ oder „der Felsen“ übersetzt. Nach dem Lexikon der neugriechischen Sprache des Linguisten und Philologen Georgios Babiniotis ist das Wort ein vorgriechischer Ortsname unbekannten Ursprungs, dessen alte Bedeutung schlicht „Berg“ gewesen sein könnte. Der deutsche Linguist Michael Janda sieht hingegen darin ein genuin indoeuropäisches Kompositum: *ṷolun-ph₂os bildet sich aus *ṷel- „umschließen“ und *pah₂- „schützen“ und hat somit die Bedeutung „die Umschließung schützend“, womit auf die Funktion des Olymp als der die Sterblichen von den Göttern trennende Weltberg Bezug genommen ist.
Auf Aromunisch heißt das Gebirge Élimbul. Im Türkischen wird es Semavatevi genannt, was so viel wie „Heim der Himmel“ bedeutet.

## Mythologie
In der griechischen Mythologie ist ein Ort namens „Olymp“ der Wohnort der Götter und seinen Gipfel stellte man sich lichterfüllt vor. Er bildete gleichsam das Himmelskonzept der griechischen Mythologie ab und war bewohnt von Göttern, Abkömmlingen der Götter und Dienern. Im engeren Sinne galten zwölf Götter als Olympische Götter.
Allerdings ist dieser mythische „Olymp“ nicht unbedingt bedeutungsgleich mit dem real existierenden Berg. In Homers Odyssee ist der Begriff Οὔλυμπος Oulumpos lediglich eine allgemeine Bezeichnung für den Wohnort der Götter oder auch ein Synonym für οὐρανός, ouranos, den Himmel, jedoch kein spezifischer, realer Ort.
Tatsächlich wurden daraufhin in vielen antiken griechischen Orten die höchsten Erhebungen der Umgebung als Olumpos bezeichnet, zum Beispiel der Uludağ, Lykaion, Tahtalı Dağı, oder der zypriotische Olymp.
Erst im 5. Jahrhundert vor Christus bezeichnete Herodot den hier beschriebenen, thessalischen Olymp als den Wohnort der Götter.

## Archäologische Stätten
Das Gebiet am Fuße des Olymps wurde seit dem Neolithikum besiedelt. An vielen Orten wurden Siedlungsreste ausgegraben. Die bedeutendsten Ausgrabungen fanden in Dion statt. Ein weiterer antiker Ort ist Leibethra, etwa 17 Kilometer weiter südlich bei Leptokarya gelegen. Im Jahr 2016 wurde der archäologische Park Leibethra eröffnet, der sich den mythologischen Themen Orpheus und Musen und der frühen Besiedlung im Neolithikum und der umgebenden Natur widmet. Etwas weiter nördlich liegen die antiken Stätten Pydna, Louloudies und Methone.
In der Gipfelregion des zum Olymp gehörenden Agios Antonios wurden verschiedene archäologische Fundstücke dokumentiert, die auf dortige Opferhandlungen in der Antike hindeuten. Die gut datierbaren Funde stammen aus dem Hellenismus und der Spätantike; ob dort gefundene Inschriften auch eine Nutzung des Platzes während der römischen Kaiserzeit dokumentieren, ist unsicher.
Aus nachantiker Zeit stammen diverse Klöster und Kirchen am Olymp, darunter die Kapelle des Propheten Elias auf dem Gipfel des gleichnamigen Berges (Profitis Ilias) und die gut erhaltene Kirche Agia Triada.

## Erste wissenschaftliche Erkundungen des Olymp
- 1806 erkundete William Martin Leake das Gebirge in den niederen Höhenlagen.[6]
- 1855 erforschte der französische Archäologe Léon Heuzey die Olymp-Region.[7]
- 1862 fertigte der deutsche Geograph Heinrich Barth eine detaillierte Karte des Olymp.
- 1875 erforschten die österreichischen Geologen Melchior Neumayr und Leo Burgerstein den geologischen Aufbau des Gebirges.
- 1905 fertigte Jovan Cvijić (Rektor der Universität Belgrad) die erste geologische Karte des Olymp.
- In den Jahren 1909, 1910 und 1911 unternahm der deutsche Ingenieur Eduard Richter drei Versuche den Mytikas zu besteigen, hatte jedoch keinen Erfolg.[8]

## Naturraum

### Flora
Vor allem in der Hochgebirgszone haben sich am Olymp einige endemische Pflanzenarten erhalten. Es gibt etwa 30 Orchideenarten, Enzian, die Panzerkiefer und den Buchsbaum sowie Jancaea heldreichii, ein Gesneriengewächs, das als Tertiärrelikt anzusehen ist. Ein weiterer Endemit am Olymp ist das Hornkraut Cerastium theophrasti. Zudem finden sich u. a.:
- Allium heldreichii aus der Gattung Lauch
- Alpenveilchen (Cyclamen hederifolium)
- Bocksbärte (Tragopogon samaritani)
- Chalzedonische Lilien (Lilium chalcedonicum)
- Dörfler-Zeitlose (Colchicum doerfleri)
- Erdbeerbäume (Arbutus), Grundlage des örtlichen Tsipouro[9]
- Frühlings-Enzian (Gentina verna)
- Gefleckter Aronstab (Arum maculatum)
- Glockenblumen (Campanula oreadum)
- Griechischer Bergtee (Sideritis scardica)
- Himbeere (Rubus idaeus)
- Knabenkräuter (Dactylorhiza): Dactylorhiza saccifera und Holunder-Knabenkraut (Dactylorhiza sambucina) sowie das Affen-Knabenkraut (Orchis simia)
- Kretische Zistrose (Cistus incanus)
- Legousia falcata aus der Gattung Frauenspiegel
- Lein (Linum spathulatum und Linum elegans)
- Leinkräuter (Linaria peloponnesiaca)
- Messina-Schachblume (Fritillaria messanensis)
- Nelken (Dianthus haematocalyx)
- Pfirsichblättrige Glockenblume (Campanula persicifolia)
- Pinguicula crystallina
- Schlehdorn[10]
- Schöllkraut (Chelidonium majus)
- Schwertlilien: Reichenbach-Schwertlilie (Iris reichenbachii)
- Sideritis scardica aus der Gattung der Gliedkräuter, Grundlage für die örtliche Variante des Griechischen Bergtees
- Silberdisteln (Carlina acaulis)
- Stängellose Schlüsselblume (Primula vulgaris)
- Steinbrech (Saxifraga scardica und Saxifraga sempervivum)

### Fauna
Die Fauna des Olymp wurde bis heute nicht systematisch erforscht. Sie umfasst eine Vielfalt an seltenen und bedrohten Arten. Die großen Säugetiere wie beispielsweise der Rothirsch, die früher in dieser Gegend lebten, sind größtenteils verschwunden. Im August 2008 wurde der vermutlich letzte Braunbär des Olymp von einem Wilderer erlegt.
Es gibt 32 verschiedene Säugetierarten, dazu gehören zum Beispiel Gämse, Reh, Wildschwein, Wildkatze, Steinmarder, Rotfuchs und Eichhörnchen. 108 Vogelarten wurden registriert. Viele von ihnen, speziell die Greifvögel, sind selten und unterliegen dem strengen nationalen Tierschutzgesetz.
In den Flussbetten und Seen sind 22 Arten der für Griechenland typischen Reptilien und 8 Arten von Amphibien anzutreffen. Hinzu kommt eine große Vielfalt an Insekten, vor allem Schmetterlinge und Pferdebremsen.

## Anbindung

### Anfahrt

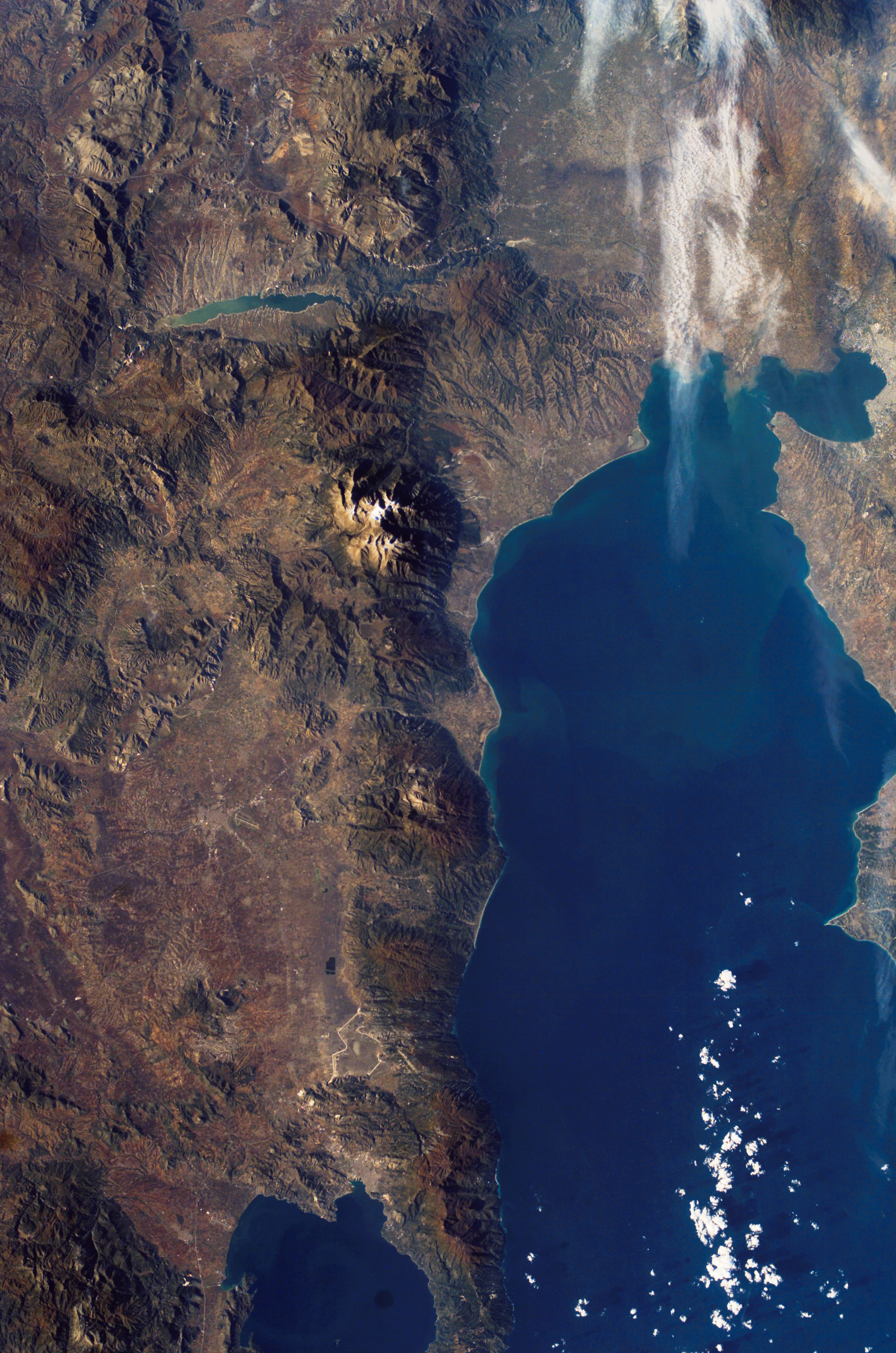
Satellitenbild des Olymp

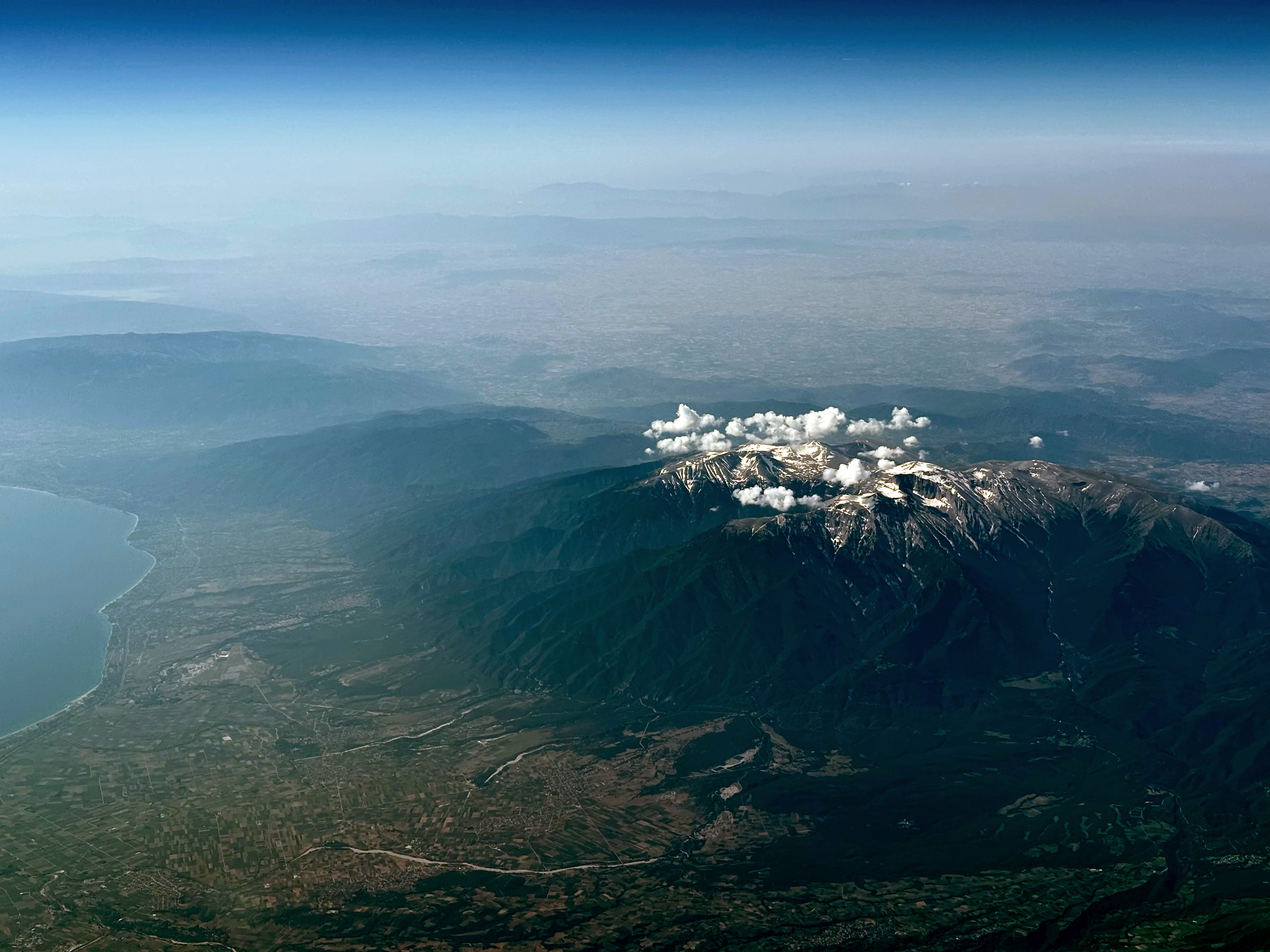
Luftaufnahme vom Olymp

Das Gebirgsmassiv ist über die Autobahn und über die Landstraßen, die die Städte und Dörfer rund um den Berg verbinden, per Eisenbahn (Bahnstrecke Piräus–Platy) oder mit dem Bus von Athen oder Thessaloniki zu erreichen. Die nächsten Bahnhöfe sind die von Katerini, Litochoro und Leptokaria. In der Region unterhält die Busgesellschaft KTEL einige Linien. Der zentrale Taxistand befindet sich am Hauptplatz von Litochoro.
Der nächste internationale Flughafen ist der 80 km von Katerini und 150 km von Elassona entfernt gelegene Flughafen „Makedonia“ Thessaloniki.

### Fernwanderwege

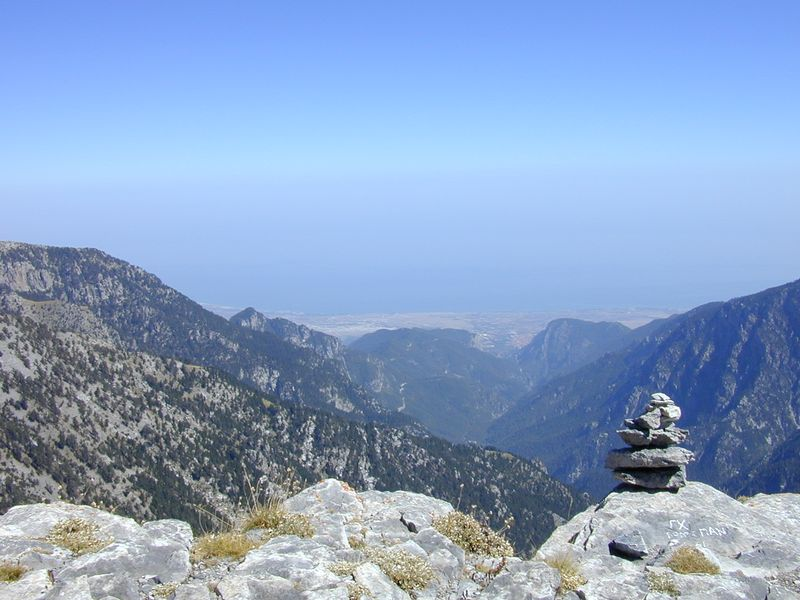
Aussicht Richtung Osten

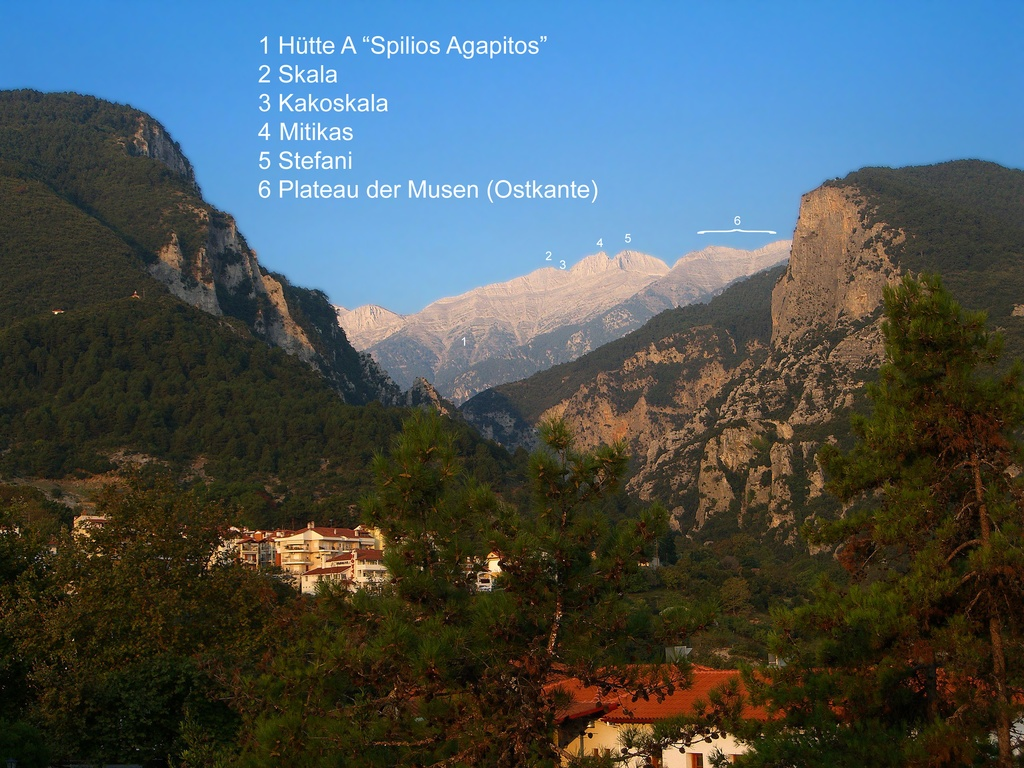
Ansicht von Litóchoro aus

Der Europäische Wanderweg E4 führt westlich von Litochoro durch die Schlucht des Enipeas auf die Gipfel. Zudem gibt es den Griechischen Wanderweg O2, der die Gipfel mit der Halbinsel Pilio im Süden verbindet.

## Wandern und Bergsteigen
Der Olymp ist einer der beliebtesten Berge Griechenlands, er zieht Besucher aus der ganzen Welt an. Auf den Straßen und Wegen des Nationalparks Olymp, die das Bergmassiv queren, kann man es zu Fuß erkunden.
Im Juni 2016 hat die Nationalpark-Verwaltung das Olymp-Nationalpark-Informationszentrum eröffnet. Es befindet sich rund einen Kilometer oberhalb von Litochoro. Die Besucher werden über Wandern und Bergsteigen, archäologische Stätten, Mythologie, Klöster, Pflanzen, Tiere und anderes informiert. Informationsmaterial und Karten des Nationalparks werden kostenlos abgegeben. Der Eintritt (Stand September 2017) ist kostenlos.
Für Bergwanderer gibt es mehrere ausgebaute Wege und einige Berghütten. Die Bergsteigerwege des Olymp beginnen in Litochoro, in Dion, Karya (innergriechischer Fernwanderweg O2) und Petra. Am besten eignet sich die Zeit zwischen Juni und Ende September für Wanderungen. In dieser Zeit sind die Hütten in der Nähe der Gipfel geöffnet und das Wetter erlaubt den Aufstieg ohne Schneeausrüstung. Der Aufstieg auf die hohen Gipfel kann nur von erfahrenen Bergwanderern bewältigt werden.
Die zwei bekanntesten Wege für die Erkundung des Olymp beginnen in Litochoro und reichen bis zu den Gipfeln des Berges. Der erste folgt der Schlucht des Enipeas und führt vorbei am Kloster des heiligen Dionysios bis an die Stelle Prionia (auf 1100 m Höhe). Wo früher eine Holzsägemühle in Betrieb war, befindet sich heute ein Restaurant, eine Quelle und Parkplätze. Diesen Platz kann man auch mit dem Auto erreichen. Von Prionia, dem gut ausgeschilderten europäischen Wanderweg E4 folgend, kommt der Wanderer nach ungefähr dreieinhalb Stunden an der Haupthütte des Olymps an, Spilios Agapitos (auf 2100 m Höhe). Von der Hütte geht der Weg E4 weiter, der in ungefähr drei Stunden zum Skala-Gipfel des Olymp führt. Der Weg vom Skala zum Mytikas in etwa 45 Minuten erfordert Kletterei und Schwindelfreiheit und sollte nicht ohne Steinschlaghelm ausgeführt werden.
Am Bergweg nach Prionia, etwa zehn Kilometer von Litochoro entfernt, am Platz Stavros, gibt es die Hütte Dimitris Butolas (in 944 m Höhe). Vier Kilometer vor dem Ende des Weges nach Prionia, am Platz Kortsia (1120 m), wo es einen Autostoppplatz gibt, beginnt ein zweiter, anderer Weg, der zu den Gipfeln des Olymp führt. Nachdem man die Plätze Barba, Petrostrunga, Skurta und Lämo passiert hat, kommt man nach ca. fünf Stunden Fußmarsch am „Plateau der Musen“ auf 2600 Metern Höhe an. Dort befinden sich zwei Hütten: Jossos Apostolidis und Christos Kakalos. Von dort kann man in etwa einer Stunde den Gipfel erreichen.

### Wege zum Gipfel

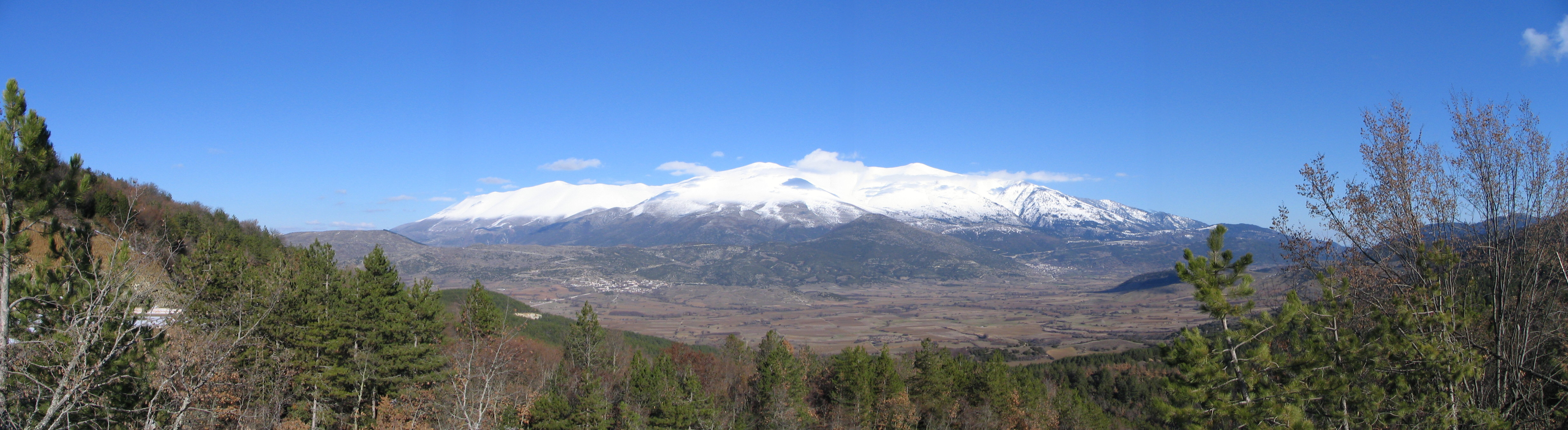
Die südlichen Gipfel des Olymp

Die folgenden Wege beschreiben die klassischen Aufstiege zum Gipfel:
Prionia – Spilios-Agapitos-Hütte – Gipfel
Von 1100 Metern aus kommt man auf 2100 Meter zur Hütte Spilios Agapitos auf Weg durch Föhren- und Buchenwald. Von der Hütte zu den Gipfeln Skala, Skolio, Sankt Anton und dem schwierigsten, Mytikas, bewegt man sich zunächst durch Wald später durch alpines Gebiet. Von der Hütte nach Zonaria, Mytikas, Stefani und zum „Plateau der Musen“ gibt es einen breiten Weg, Trittsicherheit ist jedoch ein Muss am Weg hinunter über die Schluchten und Steilhänge. Von der Hütte nach Oropedio gibt es auch Kofto, einen kürzeren, aber schwierigeren Weg.
Goritsia – Plateau der Musen – Gipfel
Von 1100 Metern aus geht es auf 2700 Meter zum „Plateau der Musen“, wo sich die Hütten Posos Apostolidis (2760 m) und Christos Kakkalos (2650 m) befinden. Der Weg führt durch Föhren- und Buchenwald bis auf 2000 Meter zum Platz Petrostruga, wo oft Gewitter aufziehen. Danach führt der Weg weiter durch Wald und dann auf alpines Gelände. Vom Gipfel Skurta in 2450 m Höhe bis zu den Hütten führt die schmale Passage Lämos und der verfallene Weg Kangelia sowie der Weg nach Oropedio. Dies ist eine lange Strecke ohne Wasservorkommnisse mit einem großen Abschnitt in alpiner Zone. Von der Hütte des „Plateaus der Musen“ zu den Gipfelwegen nach Skolio und Sankt Anton, aber auch über die schwierigen Schluchten nach Stefani und Mytikas führt der Weg von Stefani nach Zonaria durch Steilhänge und Schluchten.
Mytikas und Stefani
Vom „Plateau der Musen“ aus führt das letzte Wegstück für ca. eine Stunde durch einen steilen Abschnitt, welcher Klettern verlangt. Von Skala nach Mytikas ist einfaches Klettern ohne Sicherheitsausrüstung möglich, jedoch auf bröckeligem Fels und auf Gebiet mit sehr rutschigem Fels. Von Luki nach Mytikas ist leichtes Klettern ohne Sicherung möglich, jedoch auch in bröckeligem Fels mit der Gefahr von Steinschlag. Dieser Weg wird von Gruppen bevorzugt. – Von Luki nach Stefani: Wie von Luki nach Mytikas, mit dem Unterschied, dass der Aufstieg erst kurz vor dem Gipfel Stefani endet. Auf den letzten Metern ist Sicherheitsausrüstung nötig.

### Hütten
Berghütten

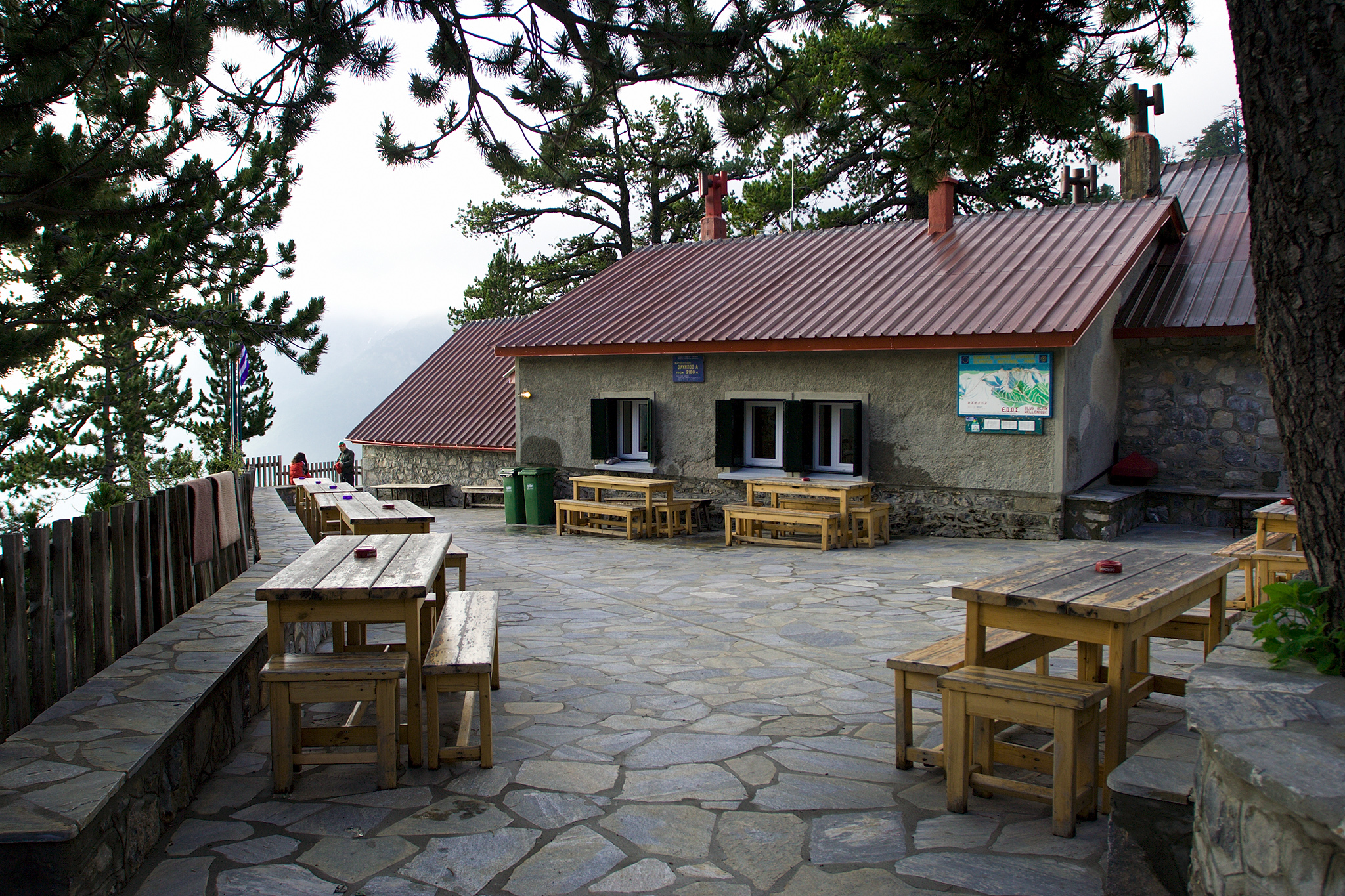
Hütte Spilios Agapitos

- Spilios Agapitos. Die A-Hütte und am besten ausgestattete Hütte der Gegend befindet sich an der Stelle Balkoni in 2100 Metern Höhe, im Herzen des Mavrolongu, und gehört zum Bergsteigerverband (E.O.O.S.). Sie hat 110 Betten, Wasser (aber nicht nach längeren Trockenperioden), Strom, Heizung, Leintücher und Verpflegung.
- Vrysopules. Die B-Hütte befindet sich westlich, hinter der Schlucht am Platz Vrysopules auf einer Höhe von 1800 Metern und ist auf dem Weg aus Sparmo zu erreichen. Betrieben wird sie vom Kamp des K.E.O.A.X. seit 1961. Sie hat 30 Betten, eine Küche, Wasser, Strom, Zentralheizung und eine Feuerstelle. Sie ist ganzjährig geöffnet, für eine Übernachtung braucht man jedoch einen Militärausweis.
- Christos Kakalos. Sie befindet sich an der südwestlichen Spitze des Plateaus der Musen auf einer Höhe von 2648 Metern und gehört zu E.O.O.A., hat geöffnet von Mai bis Oktober und hat 18 Betten, Strom, Leintücher, Küche und einen Wassertank.
- Stavros (Dimitris Budolas). Sie befindet sich auf der östlichen Seite des Olymp 9,5 km auf asphaltiertem Weg von Litochoro entfernt auf einer Höhe von 930 Metern, mitten im Wald von Monis Dionysiou. Betreiber ist E.O.S. Thessaloniki, sie ist das ganze Jahr geöffnet, hauptsächlich als Erfrischungsstation und Restaurant und kann 30 Menschen beherbergen.
- Josos Apostolidis (S.E.O.-Hütte). Sie befindet sich am Plateau der Musen in Diaselo auf 2650 Metern Höhe und gehört dem E. O. S. Thessaloniki. Sie kann 80 Menschen beherbergen, bietet Strom, Wasser, eine Feuerstelle und Verpflegung und ist von Juni bis Oktober geöffnet.
- Petrostrouga. Die Hütte liegt in 1940 Metern Höhe. Von hier aus werden Rettungseinsätze im Gebirgsmassiv des Olymp koordiniert. Sie bietet Übernachtungsmöglichkeit für 80 Personen. Der Bergwanderer findet Verpflegung und Getränke. Bettwäsche wird gestellt, Strom und Internetzugang sind vorhanden. Die Hütte ist von Mai bis Oktober dauerhaft geöffnet. Im Winter nach Absprache.

Schutzhütten
- Sankt Anton. Diese Schutzhütte befindet sich am Gipfel Sankt Anton in 2818 Metern Höhe. Sie ist von der griechischen Lebensrettungsorganisation mit Erste-Hilfe-Ausrüstung ausgestattet. In der Hütte gibt es eine Funkstation für Kommunikation im Notfall.
- Das Häuschen des kleinen Christus. Diese Schutzhütte befindet sich auf dem „Großen Teich“, auf 2430 Metern Höhe, am Wanderweg E4, Kokkinopilos – Skala. Die Hütte verfügt über keine Erste-Hilfe-Ausrüstung (nur Betten).

### Erstbesteigung
Das erste Mal bestieg Heinrich Barth im Jahr 1862 den Olymp, er erreichte jedoch nicht den Hauptgipfel Mytikas. Dies gelang Christos Kakkalos, Fred Boissonnas und Daniel Baud-Bovy am 2. August 1913.

## Gedenkmünze
Der Olymp mit seinem Nationalpark war 2005 das Motiv der Griechischen Gedenkmünze. Auf der Rückseite war der Krieg der Titanen dargestellt. Es wurden 25.000 Exemplare hergestellt und mit dem Jahresset verteilt. Die Münzen befinden sich nicht im Umlauf.